# (5622) 1990 TL4
(5622) 1990 TL4 là một tiểu hành tinh vành đai chính. Nó được phát hiện bởi Eleanor F. Helin ở Đài thiên văn Palomar ở Quận San Diego, California, ngày 14 tháng 10 năm 1990.